# Леб'яже (Барнаульський міський округ)
Леб'я́же (рос. Лебяжье) — село у складі Барнаульського міського округу Алтайського краю, Росія.

## Населення
Населення — 5199 осіб (2010; 4595 у 2002).
Національний склад (станом на 2002 рік):
- росіяни — 95 %